# Sun Cruise Resort & Yacht
A Sun Cruise Resort & Yacht egy hotel Dél-Koreában a tengerparton. A 45 méter magas és 165 méter hosszú épület a tenger közelében, egy magas sziklán található, alakja egy luxus óceánjárót formáz.
A szállodában 211 szoba, köztük hálószobák és apartmanok, valamint hat különterem található. Hat koreai és európai ételeket kínáló étterem, a legfelső emeleten pedig egy forgó bár található. A sportolási lehetőségek közé tartozik egy hálós golfpálya, röplabdapálya és egy fitneszklub. A tengerjáró hajó témáját hangsúlyozzák a becsapódó hullámok hangja a hangszórókon az egész szállodában, valamint a sós víz használata az úszómedencében.
Az üdülőhely a szálloda mellett található parkot is tartalmaz. A parkosított kertekben kiemelkedik a "The Hands of Promise", ami a földből kiemelkedő két hatalmas kéz, valamint számos más szobor. Van még egy megfigyelőterület a tenger fölé függesztett üvegpadlóval, egy kiállítóterem és egy tó is.

## Képek

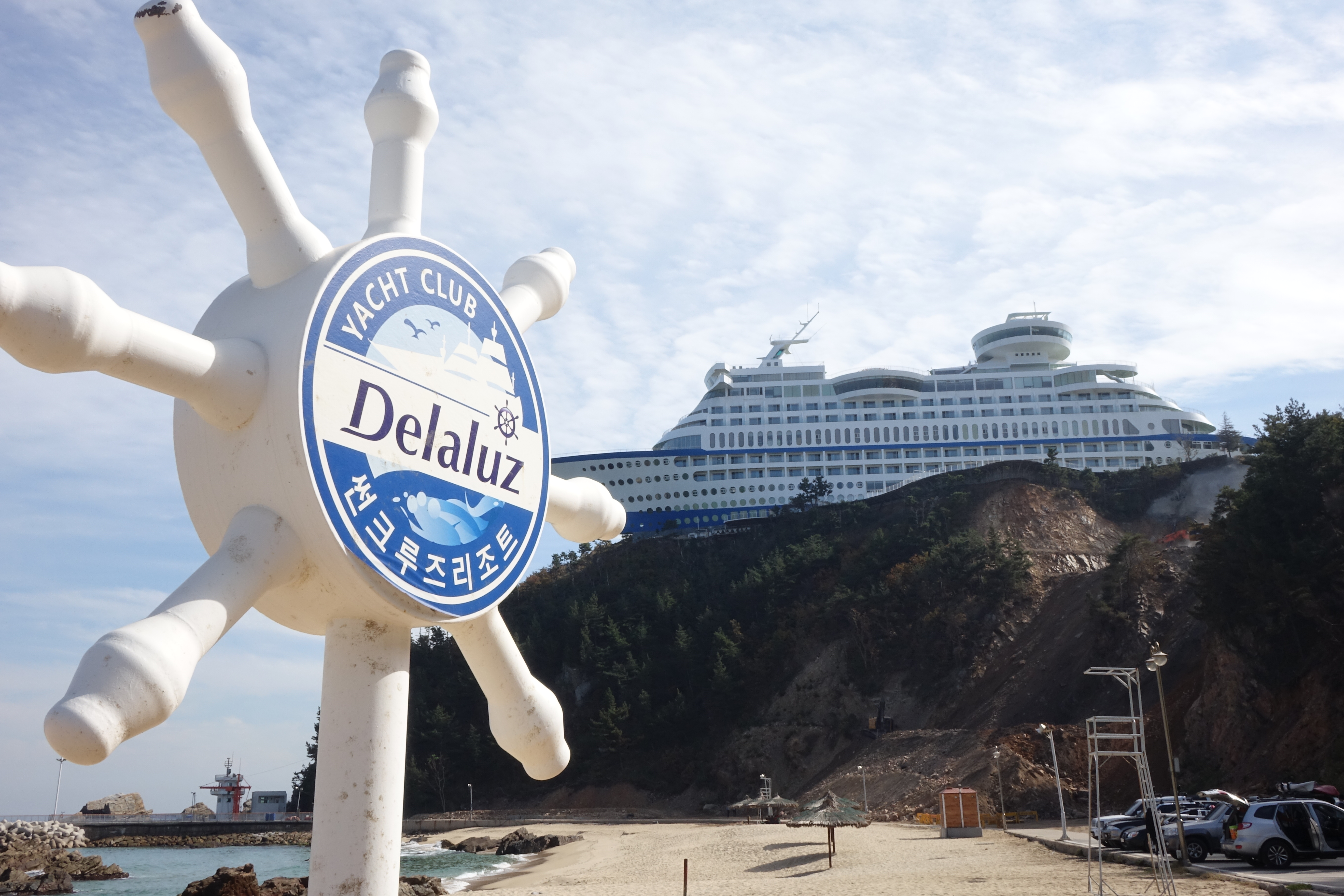
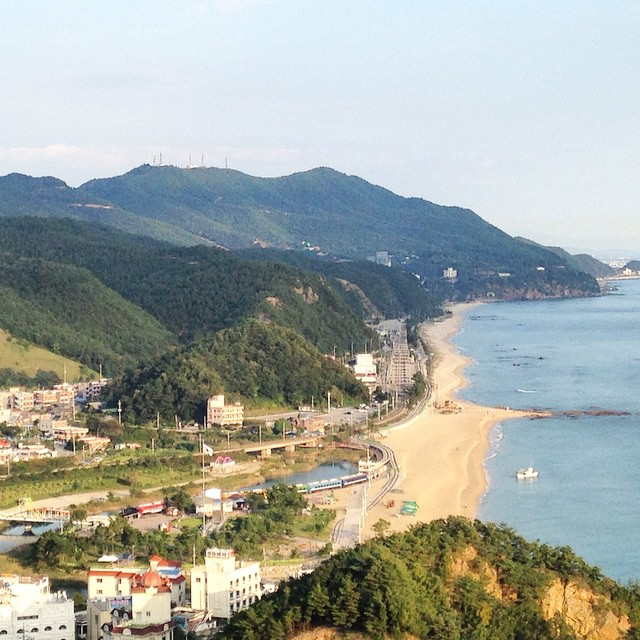
Kilátás a hotelből
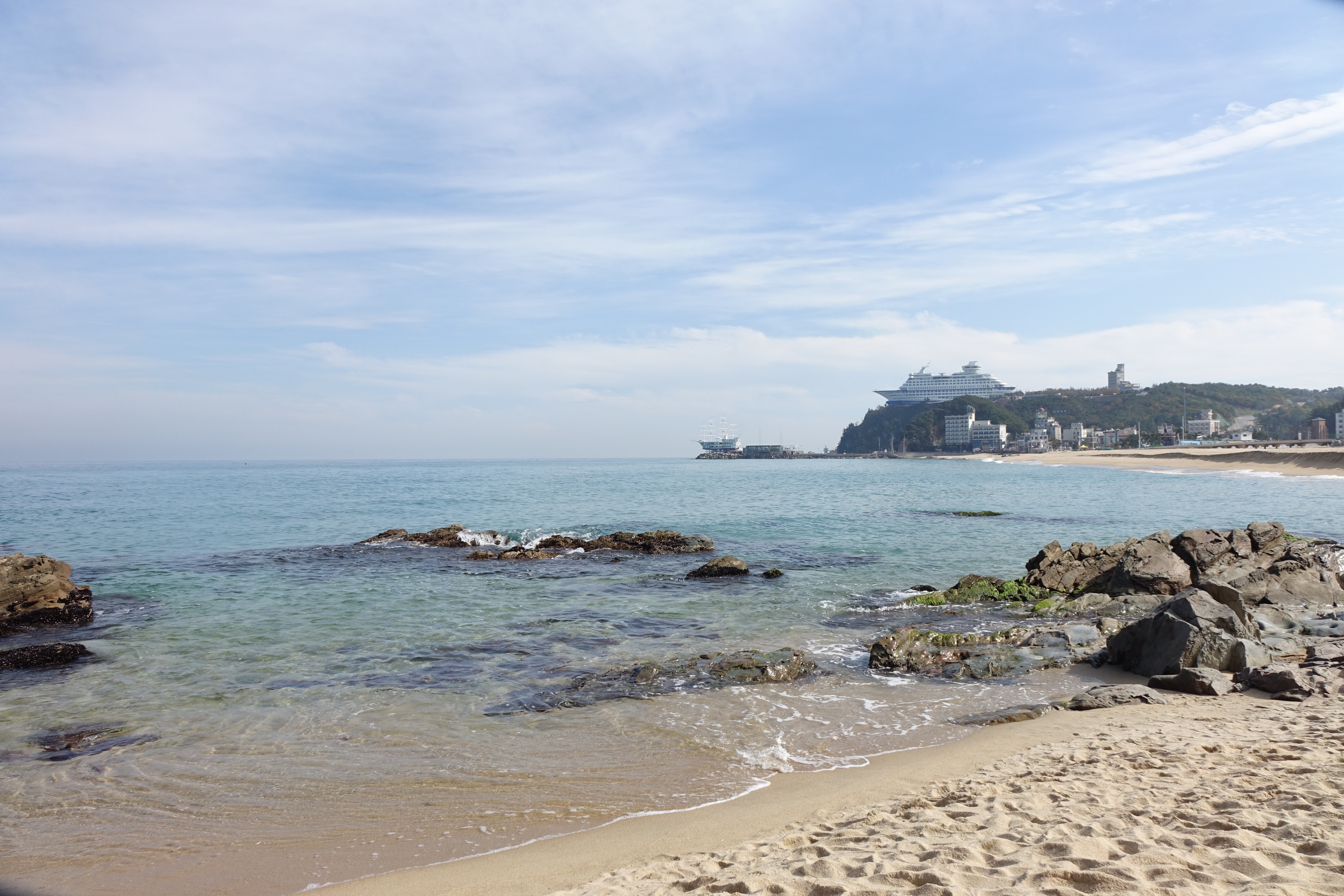
A hotel a távolban